# Armari

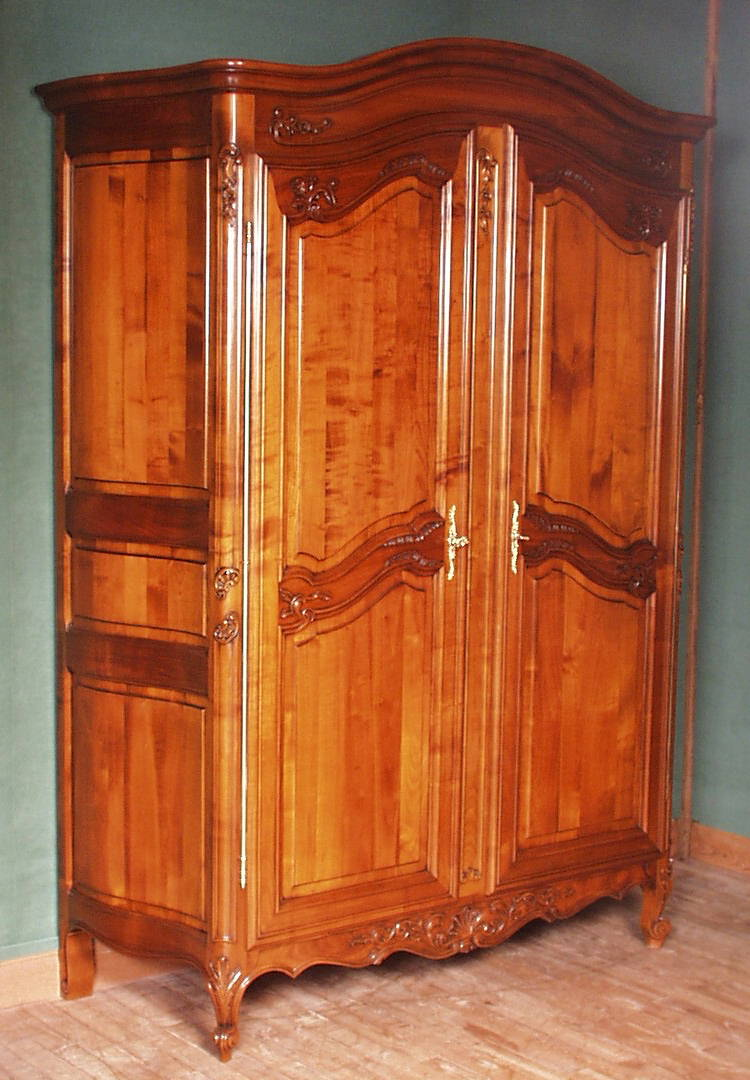
No009 Armari "Chantilly" d'estil Lluís XV, rèplica d'època realitzat pels obradors Allot Frères

Armari, del llatí armarium, és un moble alt d'un o diversos cossos tancats per portes i normalment fet de fusta, a l'interior pot contenir prestatges, penjadors, calaixons, etc.; pot estar destinat a guardar llibres, roba (dit aleshores guarda-roba), estris de cuina o de taula, etc.
L'armari és propi de qualsevol estança de la casa, adequant-ne la forma i les dimensions a l'ús al qual va destinat:
- A la cuina, els armaris són petits i es col·loquen sota el taulell o suspesos de la paret, i s'utilitzen per guardar aliments o estris de cuina.
- Als quarts de bany són petits i serveixen per guardar productes cosmètics o d'higiene personal.
- A empresas, talleres i laboratoris s'utilitza un armari ignífug per protegir objectes i productes davant d'un possible incendi.
- El armari metàl·lic s'empra generalment a la indústria.

Un armari encastat o armari de paret és el que té visible únicament la part frontal, i la resta està unida per obra a les parets o envans de l'estada en què s'ubica.

## Etimologia
La paraula prové del llatí armarĭum, lloc on es guarden artefactes o armas. Alhora, arma (en plural) prové de ars, art o ofici, i denomina qualsevol conjunt d'objectes resultat d'un art o ofici. L'evolució posterior de la paraula arma pot portar confusió.

## Tipologies

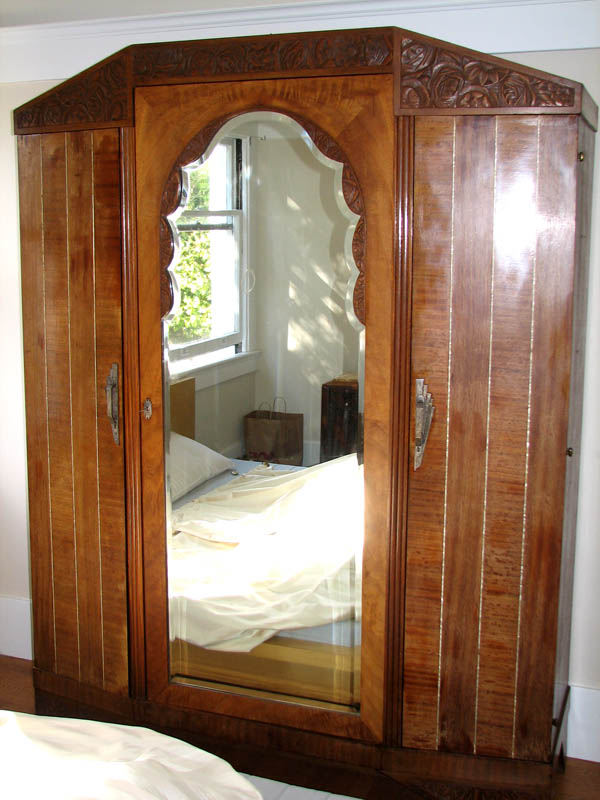
Armari estil art déco fabricat a França durant els anys trenta del.

Existeix diferents tipologies d'armaris segons el seu ús d'emmagatzematge, col·locació i dimensions:
- Armari de rebost: armari per guardar menjar. Els armaris pel menjar són comuns en les grans residències d'Europa occidental des de l'edat mitjana. A Anglaterra estan ben documentats.
- Armari aparador: aparador baix o alt, d'un o més cossos (en general dos), tancats per portes i de vegades amb calaixos situats en general a la zona baixa del tauler del cos inferior. A la segona meitat del segle xix es desenvolupa el gran mida compost per múltiples cossos de compartiment variable. Combina calaixos, portes de vidres, prestatges i miralls, per a menjadors i sales.
- Armari arxiu: armari de qualsevol mida i composició amb compartiments o calaixos corrents. Darrere de les portes poden estar adaptats per la guarda de documents.
- Armari farmaciola: armari per guardar les medicines, en general amb classificadors convenientment identificats.
- Armari de cuina: armari alt o baix que en general forma un tot modular i a joc destinat a la cuina. Estan compartimentats per albergar diversos accessoris i estris de cuina.
- Armari de Girona: es denominen així els armaris decoratius construïts en el Baix Empordà (Girona), documentats d'ençà de mitjan segle xvii amb un gran desenvolupament a la segona meitat del segle xviii i al principi del XIX. Tenen doble porta batent i calaix inferior. Es decoren amb la tècnica de la talla i la marqueteria.
- Armari de lluna: armari que disposa un mirall de cos sencer. Neix a França durant el període de Felip, resultant de la fusió de dos grans armaris de roba.
- Armari de sala: armari decoratiu que es col·loca a la sala comuna. Regal de noces, al seu interior es col·locava l'aixovar.

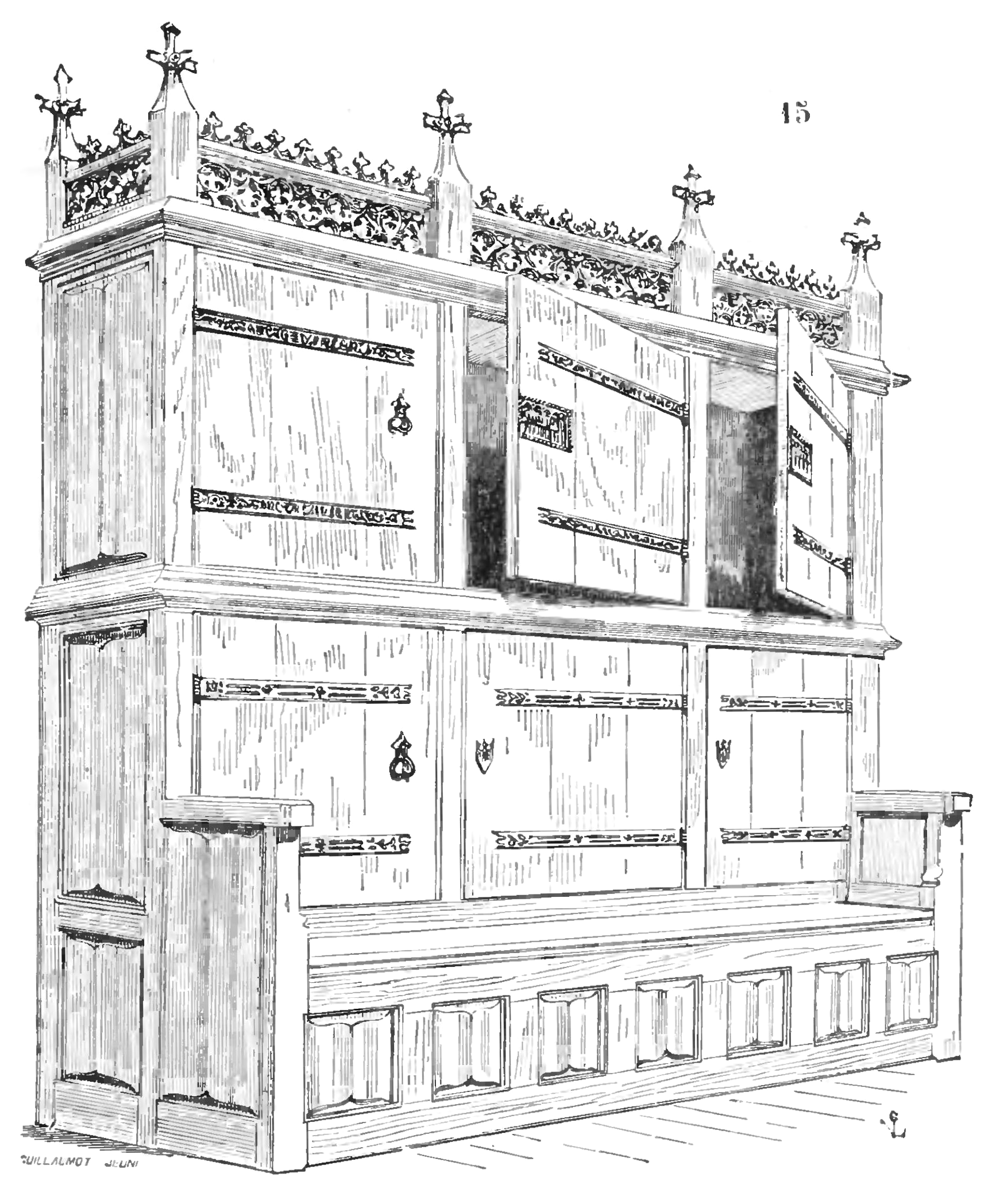
Viollet-le-Duc - Dictionnaire raisonné du mobilier français de l'époque carlovingienne à la Renaissance (1873-1874), tome 1-27

## Història
Els més antics, d'origen medieval, solen tancar-se amb sis o quatre portes parellades, la qual característica es va consolidar durant el Renaixement i el Barroc; els de dues portes batents verticals apareixen en algunes regions a la sala comuna com a moble d'ostentació durant
el Renaixement i el Barroc. - Segons explica el Diccionari de mobiliari de Sofia Rodríguez Bernis -.
Des de l'antiguitat serveix per guardar llibres; en l'edat mitjana es construeixen primer per a institucions religioses (biblioteques, sales capitulessis i claustres) i més tard, per a universitats i particulars.
En la Península es van fabricar a Catalunya, pintats i marquetejats, des del Gòtic fins al segle xviii.

### Roma
L'armari és un dels mobles que s'han conservat per haver quedat sepultats a Pompeia i Herculà després de l'erupció de l'any 79. Ens han arribat mobles de fusta carbonitzada tot i que conservant la forma.
Els lararia són uns petits armaris que ocupaven lloc a l'atri de la casa romana, encara alguns d'ells ocupen avui el mateix lloc a les cases d'Herculà i altres, restaurats i reconstruïts es conserven en el museu de Nàpols.

#### Paleocristià i romà d'Orient
Els mobles tancats (armaris, arques, i escriptoris) es mostren amb freqüència a les pintures i mosaics. Es poden estudiar armaris i mobles entre els quals destaca una taula tancada en forma d'arca del mateix estil que s'emprava a Roma, i que, utilitzats per un escriptor, permet classificar-los com a primitiva taula de despatx. Aquests scriptoria eren mobles molt utilitzats pels monjos als monestirs. Una forma d'armari de silueta arquitectònica amb un característic frontó de coronació, és el del mosaic del mausoleu de Gala Placídia.
Els cofres havien de ser semblants a les arquetes, de les quals es conserven exemplars d'ivori.

### Romànic
El moble romànic més important és l'arca o caixa, que es troba en les cases riques com en les més modestes, en palaus o en les sagristies. L'arca serveix també de banc, taula o armari, i el seu número excedeix de trenta en moltes cases d'una sola família. Es fabrica pel simple buidat d'un tronc d'arbre, evoluciona molt ràpid, s'inspiren en formes antigues de sarcòfags grecs i romans. Molt tosques al principi, es van perfeccionant gradualment.
Comença ja a fer-se algun armari amb característiques constructives molt semblants a les arques, alts i estrets i amb una sola porta. En ells no falten els reforços de ferro i la coberta sol ser plana o en forma de teulada a dues aigües amb un frontó molt inclinat. Les portes són de taules assemblades o encadellats, sempre reforçades amb peces de ferro.
Tot i això, les arques (sobretot les caixes de núvia) se segueixen fent servir més enllà d'aquesta època i arriben fins al segle xviii.

### Gòtic

#### França
L'arca segueix essent el moble principal, amb molts models i variants, per exemple els dressoirs mobles ja coneguts a l'antiga Roma.
L'arca o cofre huche es presenta en múltiples formes, amb grans peces o taulers engalzats i reforçats amb ferro forjat, o bé, cap al final de l'estil, amb armadures i panells tallats. En els primers, la decoració s'estén per tot el front en un sol conjunt; en els últims, l'ornamentació s'agrupa de manera diversa.
Les arques porten en el seu front tota una traceria gòtica, cobreixen els fons amb ornamentació floral i animal o bé es cobreixen de cuir.
Pot dir-se que l'armari encara no competeix amb l'arca; en els manuscrits que es conserven veiem, constantment, gran profusió d'arques per guardar robes i efectes, sense que aparegui cap armari; els principals exemples francesos són, generalment, de tipus religiós i de sagristia.

#### Espanya
Existeixen a més arquetes amb traceries i talles en els fronts; altres amb ferros forjats i calats per al seu reforç. La decoració es caracteritza per la influència mudèjar, és a dir, àrab; estructures simples i cúbiques, decorades per l'ornamentació estrellada poligonal de tipus morisc.

#### Europa central
En Europa central els armaris tenen gran importància, i responen, com a derivats de les arques, a dos tipus generals: els que neixen en superposar una arca de dues portes sobre una altra formant així armaris de quatre portes, dos superiors i dos inferiors; aquests procedeixen més aviat d'Alemanya del sud; i els formats amb dues portes de dalt a baix que són, en general, d'Alemanya del nord, Flandes i Borgonya.

### Renaixement

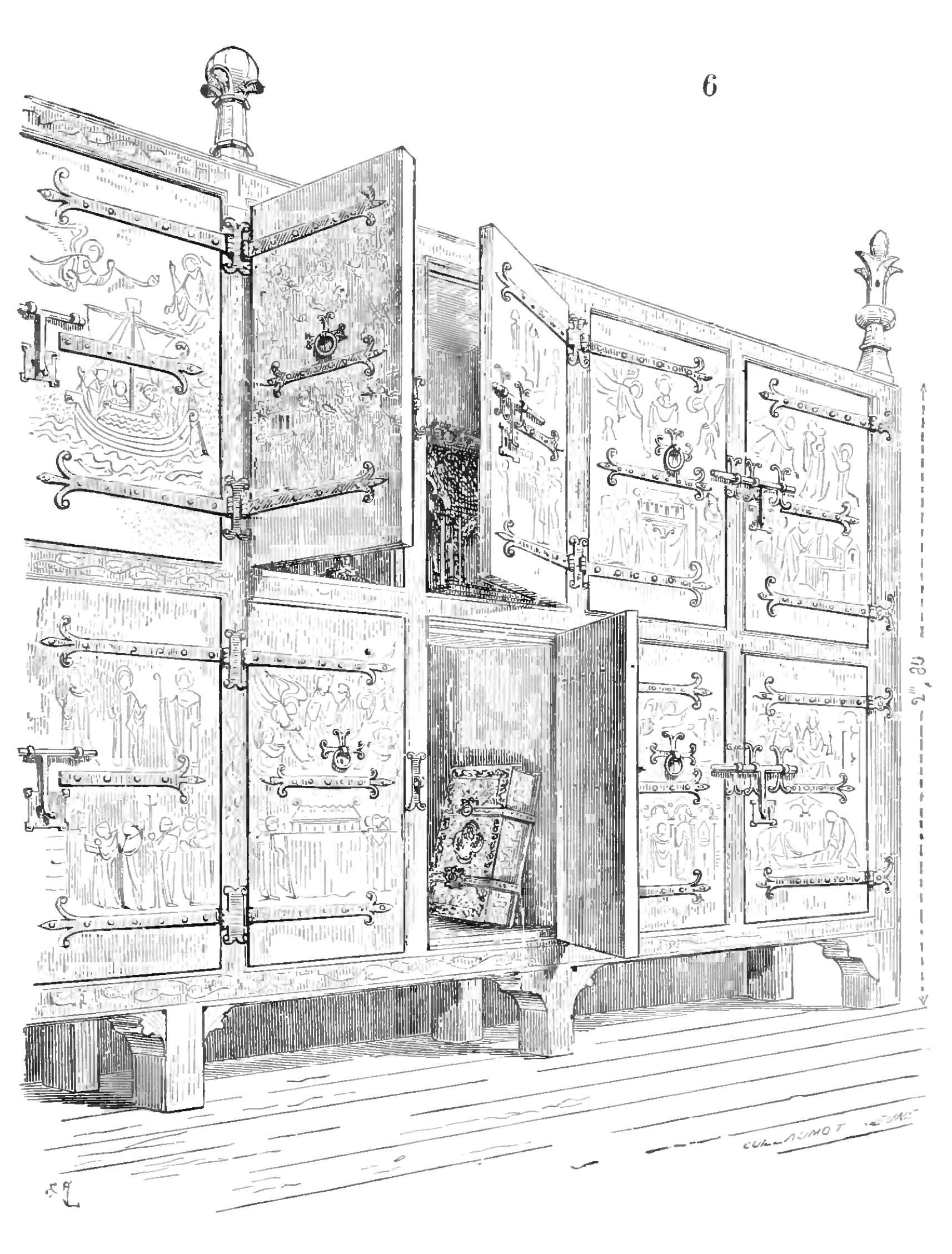
Viollet-le-Duc - Dictionnaire raisonné du mobilier français de l'époque carlovingienne à la Renaissance (1873-1874), tome 1-17

#### Itàlia
L'ús de nous mobles com l'escriptori o l'armari es va generalitzant. Es desconeix l'època en la qual s'introdueix el gust pels armaris anomenats cabinets. Aquestes peces exuberants de decoració s'anomenen stipi. Florència és un dels principals centres de producció, es decoren amb pedres dures, mentre que a Milà empren ivori tallat i gravat. A Venècia s'utilitza el nacre i vidre tintat.
Els armaris i cabinets són de línia arquitectònica, reprodueixen façanes monumentals amb cúpules, portes, columnes, etc. Més tard es donarà per la resta del continent europeu.

#### Espanya
De l'arqueta deriva l'armari. Però a Espanya existeixen molts models d'armari que podrien derivar del bargueño (arquimesa. Al tipus denominat frailer s'hi sol superposar un tercer cos, generalment amb dues portes de gelosia o amb balustres -l'origen dels quals és morisc-, sent aquest cos coronat de vegades amb un frontó. La composició és interessant com a exemplar de transició, en tant que prepara l'armari pròpiament dit.
Els armaris de característiques semblants a l'anterior, és a dir, amb gelosia en el cos superior, usats generalment com a armari de rebost, són de tipus popular, amb talles amb gúbia, de quatre portes i, de vegades amb calaixos a la zona central.

#### França

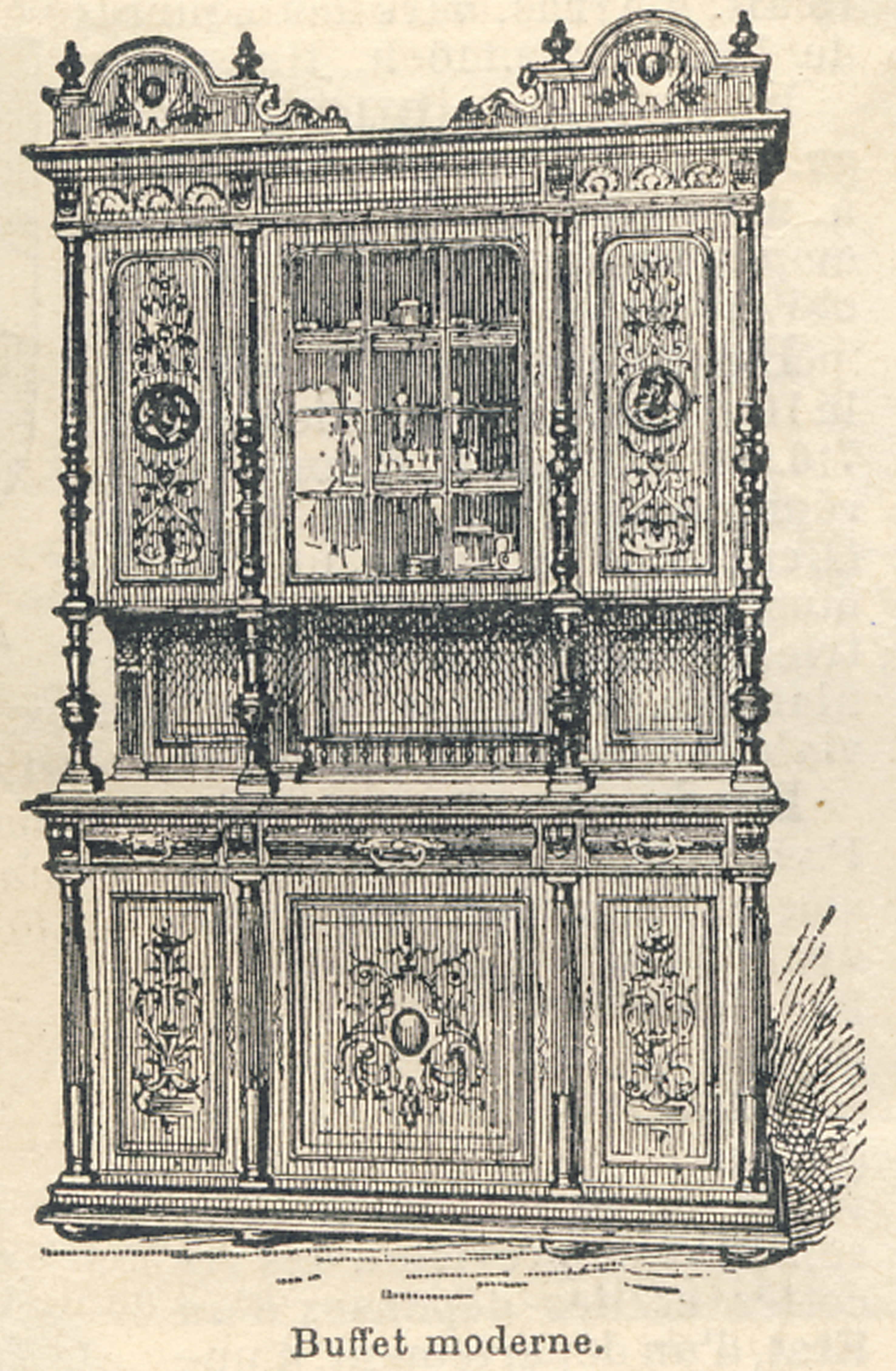
Buffet Henri II Larousse vers 1905

Continuen, entant, com a típics mobles de transició, les arques, els armaris, els buffets i els dessoirs o aparadors del gòtic tardà, barrejant-se en tots aquests ambdues ornamentacions i tècniques gòtica i renaixentista.
El moble més representatiu de l'època és l'armari de dos cossos i quatre potes, subdividits amb pilastres o cariàtides i rematats per un frontó que de vegades va partit en dos, amb una peça central. És de grandària monumental; en l'època d'Enric IV es divideixen els panells amb les motllures formant cassetons de combinacions geomètriques. Solen anar tallats amb gran riquesa.

#### Anglaterra
A principis del Renaixement a Anglaterra encara s'usen les arques de traceria gòtica calada, amb marqueteria molt tosca, després incloïen fronts arquitectònics. Fins més tard no va entrar la clàssica decoració jacobina.
Cap al final de l'estil, els armaris es construeixen com dues arques, una sobre l'altre, amb quatre portes o calaixos; aquests mobles són anomenats tallboy.
A l'època de Carles I van començar a utilitzar els armaris amb incrustacions i marqueteria d'origen italià, amb la constant influència holandesa van començar a crear molts nous models amb marqueteria de flors cobrint els frontons.

#### Alemanya
Per Alemanya l'armari és el moble nacional: Hamburg, Augsburg i Nuremberg són els centres principals de fabricació. Exporten en gran quantitat.
Existeixen diferents models: l'armari de quatre portes té l'estructura de dos arques superposades, separades de vegades per calaixos. Comencen a fabricar els armaris o cabinets, d'origen italià, prossegueixen els mateixos models quant a composició (petits edificis ornamentats).
Existeix també un tipus d'armari raconer, de dos o tres cossos.

#### Països Baixos

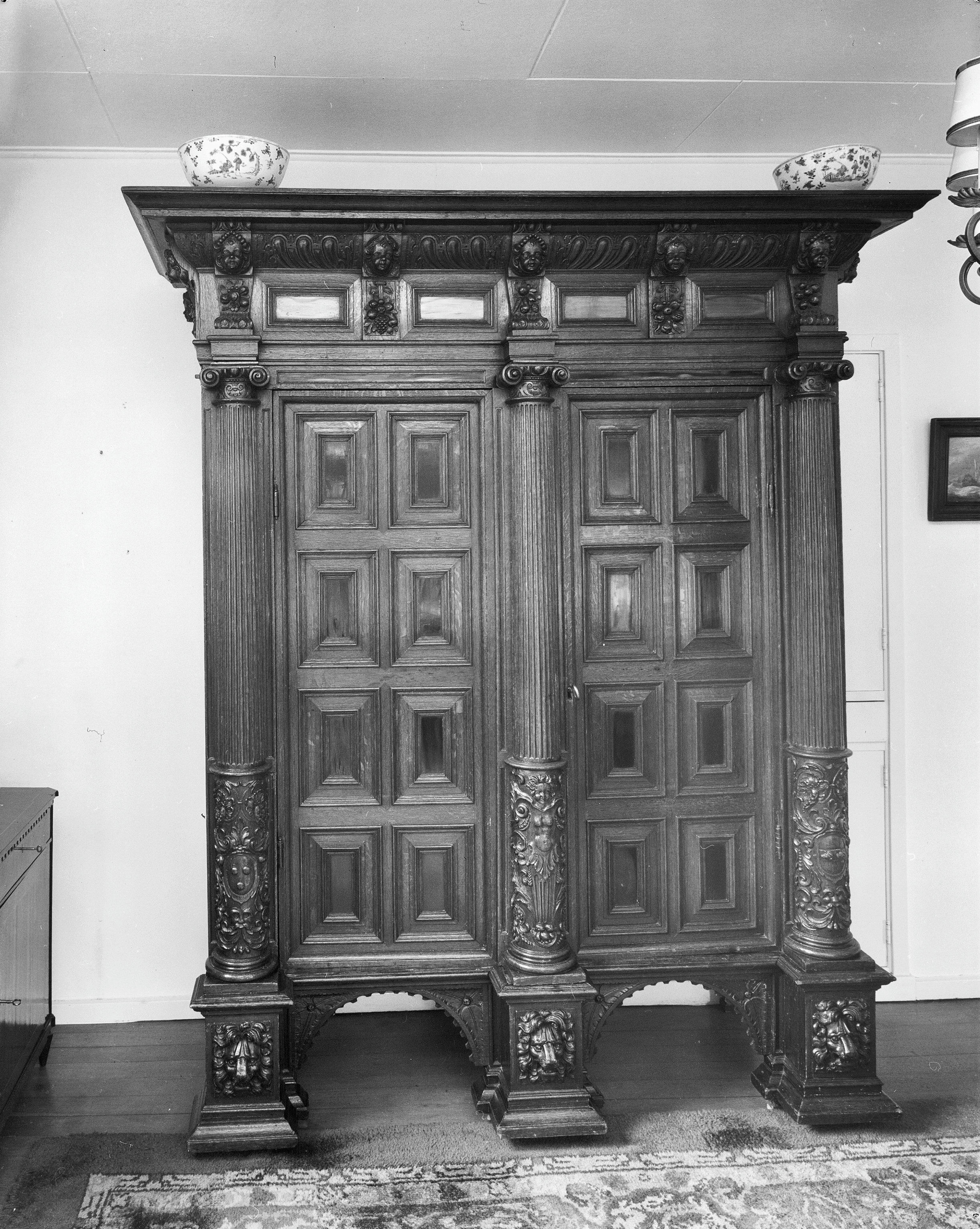
Kast - Barchem - 20027869 - RCE

Els aparadors i cabinets, amb les mateixes característiques de motllures o aplicacions de pintures sobre les portes i calaixos, exerceixen gran influència sobre Anglaterra, França, Itàlia i Alemanya.
El moble nacional més important és l'armari, l'anomenat cabinet o armari de dos portes.
En trobem de diversos tipus, n'hi han guarnits amb motllures compostes a la italiana, amb vidres pintats, xapats de banús. Tenen dues i quatre portes amb columnes laterals que suporten la cornisa i l'entaulament, es troben separats del terra per enormes peces tornejades en forma esfèrica.

### Barroc

#### França
Els armaris alts per a guarda-roba es construeixen en diverses regions amb un cert caràcter provincià. Les portes tenen els angles arrodonits, fraccions o subdividits en panells. Aquests armaris regionals generalment són de roure o noguera a diferència dels cortesans que són obres simples de fusters. Els de tipus regional van ser encarregats per la rica burgesia francesa.
Amb Lluís XV els armaris provincials segueixen tenint els angles arrodonits, només es distingeixen de Lluís XIV en l'ornamentació asimètrica.
A l'època de Lluís XIV, l'armari de tall pròpiament dit és la vitrina o biblioteca, extraordinàriament luxosos, amb aplicacions de bronze i marqueteria.

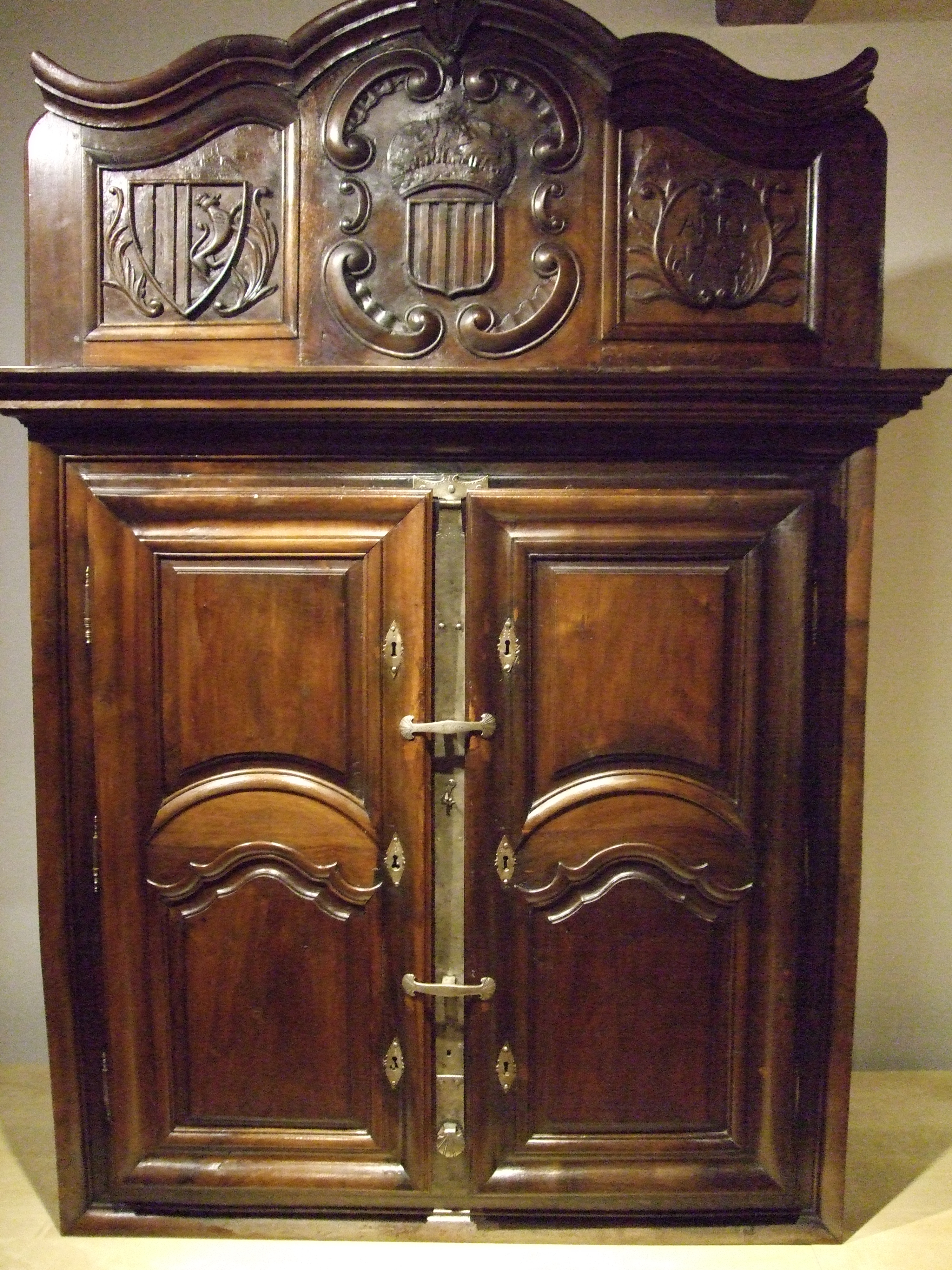
Armari dels Privilegis o de les Sis Claus al Museu de la Vall d'Aran

#### Espanya i Portugal
Continua el barguenyo amb multitud de variacions en relació al període anterior. El barguenyo en si prossegueix amb la composició arquitectònica de les noves tendències barroques, amb frontons corbats i partits, columnes salomòniques, figures de bronze molt dinàmiques i altres modulacions.
Es comencen a trobar grans armaris alts i altres mobles de tradició estrangera.

#### Alemanya
L'armari segueix essent el moble nacional, amb lleugeres variants segons la seva procedència artística. Els de Nuremberg són de línies clàssiques, enriquides amb garlandes i motius barrocs. Els armaris d'Hamburg tenen influència holandesa en les talles.
Com en el Renaixement tots els armaris són de dues portes o quatre, de proporcions i dimensions grans i pesants.

### Neoclassicisme

#### Anglaterra
Els armaris generalment són de dos cossos: el superior amb cristalls creuats per lleugeres gelosies i l'inferior amb portes o calaixos decorats amb marqueteries o llisos; van gairebé sempre coronats per frontons partits, amb motllures i cornises molt fines. Tenen una decoració molt simple, tenen la línia de doble curvatura dels frontons i les seves rematades en volutes; les aplicacions en bronze només es fan en ases de senzilles formes geomètriques.

## Armaris notables
- Armari de les Set Claus (fins al 1978 de les Sis Claus), que guarda el fons documental d'Andorra i s'obre amb set claus que tenen els set cònsols de les set parròquies.
- Armari dels Privilegis, del segle xviii a la parròquia de Sant Miquel de Viella i actualment al Museu de la Vall d'Aran, que guardava el privilegi de la Querimònia i altres documents del Consell General.
- Armari de les cinc claus, del 1686, que havia servit d'arxiu de la Paeria de Lleida.